# Filmoteca Espanyola
La Filmoteca Espanyola és una institució oficial espanyola dins de l'Institut de la Cinematografia i de les Arts Audiovisuals. Els seus objectius són la recuperació, recerca i conservació del patrimoni cinematogràfic espanyol i la seva difusió. Les funcions de la Filmoteca Espanyola estan definides per Reial decret.
La seva sala d'exhibició és el Cine Doré, situat al carrer Santa Isabel, i obra de Críspulo Moro Cabeza de 1923. Va ser rehabilitat per al seu ús per a la Filmoteca entre 1982 i 1990. La seu administrativa de la Filmoteca Espanyola està situada en l'antic Palau del Marquès de Perales, de l'arquitecte Pedro de Ribera, en el número 10 de la propera carrer de la Magdalena. L'any (2011) es trobava en construcció el Centre de Conservació i Restauració de Fons Fílmics de la Filmoteca en la Ciudad de la Imagen (Pozuelo de Alarcón).